# 夏爾·戴高樂-星形站 (RER)

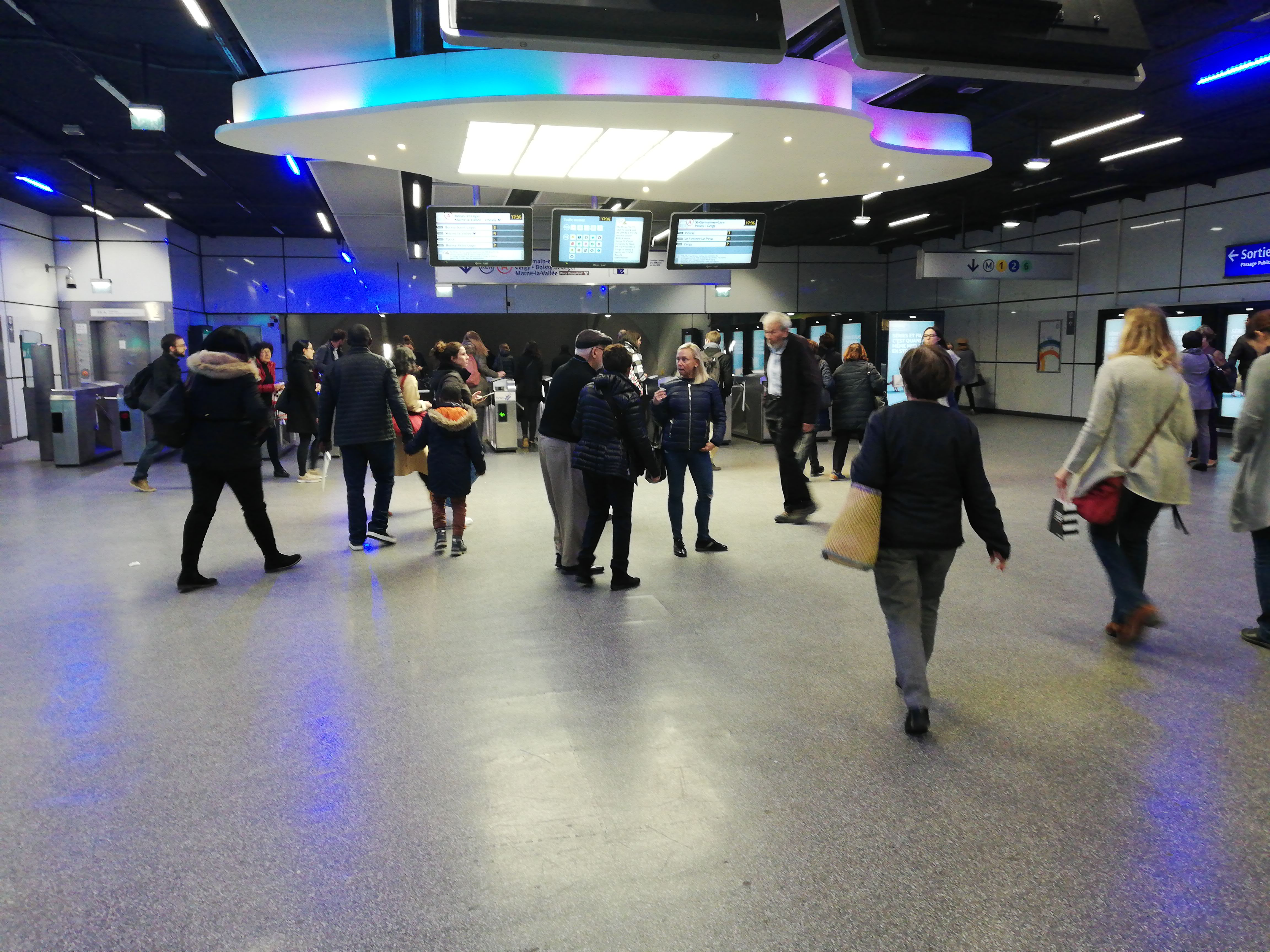
大堂

夏爾·戴高樂-星形站（法語：Gare de Charles-de-Gaulle - Étoile）是法國RER A線的鐵路車站，位於巴黎第八區、巴黎十六區和巴黎十七區的邊界上。
自從1970年起委托巴黎大眾運輸公司（RATP）營運。

## 概要
夏爾·戴高樂-星形站位於RER A線17.68公里的公里點，前後車站分別為拉德芳斯站和歐貝站。

## 歷史
RER A線在1969年通車，民族站來往布瓦西圣莱热站，位於拉德芳斯站和星形站之間，名為夏爾·戴高樂-星形，1970年1月19日（後來1977年由拉德芳斯站延長至聖日耳曼昂萊站）。
興建車站時，在星形廣場下興建，1964年1月開工，至19655年9月完工。該站由建築師皮埃尔·迪福設計。
在2015年，RATP估計每年車站乘客量為8495803人次。